# Ангел Бастунов
Ангел Георгиев Бастунов (роден на 18 май 1999 г.) е български футболист, който играе на поста ляво крило. Състезател на Хебър.

## Кариера
На 29 май 2020 г. Бастунов подписва с ЦСКА 1948. Дебютира на 7 август при равенството 2:2 като домакин на ЦСКА (София).

### Хебър
На 22 юни 2023 г. Ангел е обявен за ново попълнение на пазарджишкия Хебър. Прави дебюта си на 16 юли при равенството 0:0 като домакин на ЦСКА (София).